# QF 6 pounder
Скорострельная 6-фунтовая пушка (англ. Ordnance Quick Firing 6-pounder 7cwt или просто «6-фунтовка» ) — британская противотанковая пушка калибра 57 мм времён Второй мировой войны. Название происходит от примерной массы бронебойного снаряда. Использовалась как самостоятельно на колёсном лафете, так и для вооружения ряда английских танков и бронеавтомобилей. Впервые применена на североафриканском театре военных действий в апреле 1942 года. Заменила 2-фунтовую противотанковую пушку и позволила 25-фунтовым гаубицам вернуться на свою обычную работу по стрельбе с закрытых позиций (из-за недостаточной мощности 2-фунтовой пушки для борьбы с танками приходилось привлекать 25-фунтовую гаубицу). Армия США также приняла 6-фунтовку в слегка модифицированном виде в качестве основного противотанкового орудия под обозначением 57-мм противотанковая пушка M1 (англ. 57 mm Gun M1).

## История создания и развития
Ограниченные возможности уже существующих 2-фунтовых противотанковых пушек были очевидны сразу после принятия их на вооружение. Поэтому усилия были направлены на их замену намного более мощным орудием, работы по созданию которого начались в 1938 году. Конструкция ствольной группы 6-фунтовой пушки была закончена в 1940 году, но разработка лафета для неё тогда ещё не была завершена. Эта часть работы была выполнена в 1941 году. Одновременно с этим, военным срочно требовалось новое танковое орудие, им было предложено рассмотреть вариант установки 6-фунтовой пушки, хотя объективно ведомство хотело получить несколько иную пушку, в первую очередь в плане возможности использования фугасных боеприпасов, так как бронепробиваемость 6-фунтовки их вполне устроила, ждать её разработки и выпуска не оставалось времени. После испытаний ствол пришлось укоротить до 43 калибров с незначительным падением баллистики и 6-фунтовка была принята как основная танковая пушка. Имея острую необходимость в противотанковых орудиях, англичане не могли останавливать налаженное производство 2-фунтовок. Новая линия была завершена, но и с её запуском, выпуск двух вариантов стволов для 6-фунтовки в 50 калибров для установки на лафете и 43 калибров для танков, был затруднителен из-за нехватки мощностей занятых производством 2-фунтовок. Было принято компромиссное решение начать производство танковой версии ствола для обоих вариантов пушки так как бронетанковые войска не могли остаться без оружия. Таким образом в войска в начале 1942 года стали поступать и так задержавшиеся в производстве укороченные версии орудия.
Укороченная 6-фунтовка была достаточно эффективна по всем германским танкам, но уже в следующем году у немцев появились танки «Тигр I» и «Пантера». Стандартный бронебойный снаряд 6-фунтовки не пробивал их лобовую броню и даже борта «Тигра» .
К концу лета 1942 года производство 2-фунтовок было прекращено и в августе было принято решение перейти на выпуск ствола в 50 калибров, дополнительно оснастив его дульным тормозом.
Американский вариант 6-фунтовка под названием M1 применялся и на Восточном фронте в количестве нескольких сот буксируемых орудий и 650 самоходных орудий T48 на базе американского полугусеничного БТР. Интересно, что немцы сразу же отметили появление этого орудия — отчёты лета 1943 сообщают о его успешном применении против тяжёлых танков Тигр 503 тяжёлого танкового батальона.

## 57-мм противотанковая пушка M1

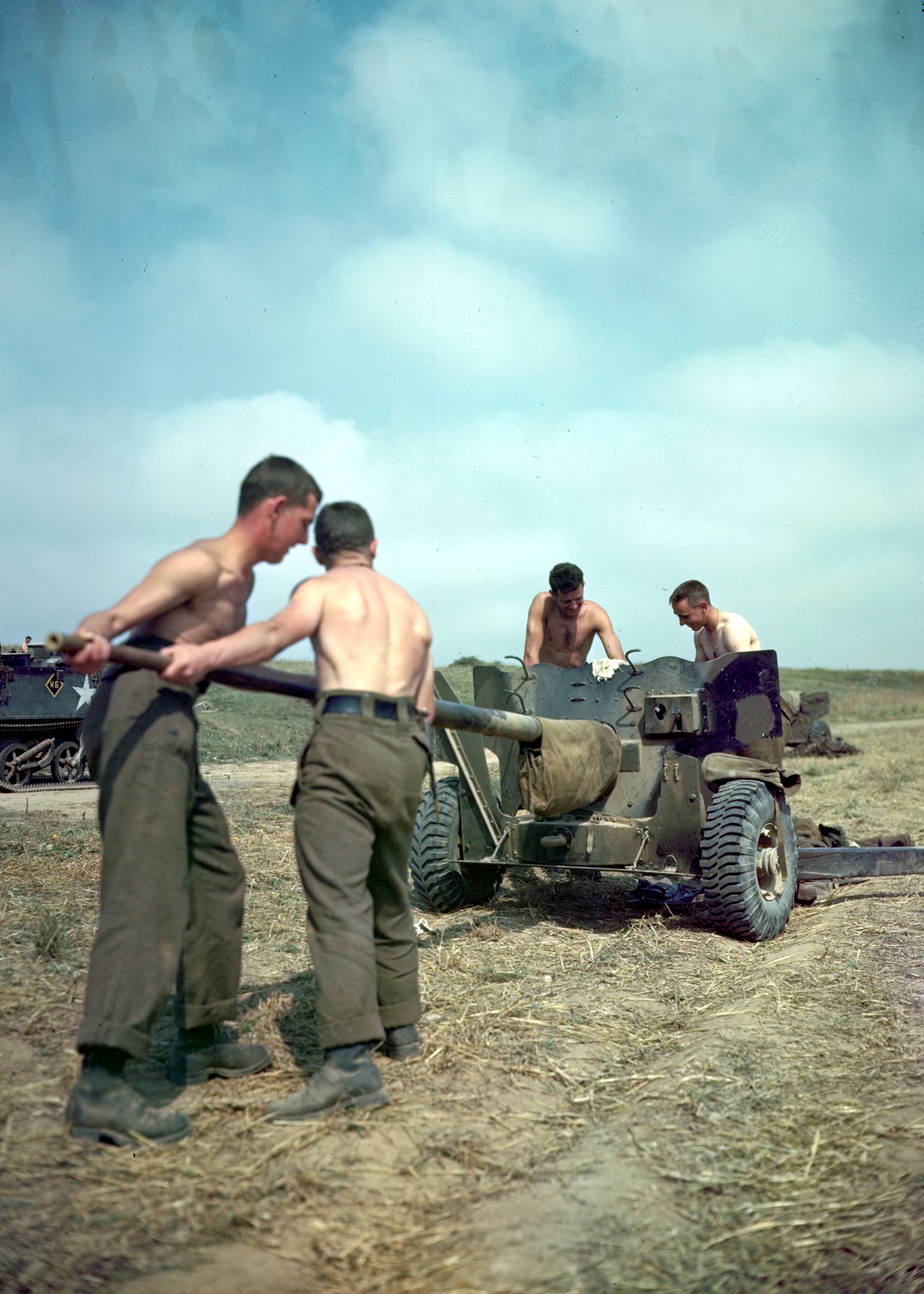
Канадский расчет производит чистку ствола.

Идея производства британского шести фунтового орудия в США была озвучена артиллерийско-технической службой сухопутных войск США в феврале 1941 года. В то время армия США предпочитала использовать 37-мм пушку M3 и британская пушка должна была производиться исключительно для ленд-лиза. Американский вариант, получивший обозначение 57 мм пушка M1, базировался на QF 6 pounder Mk 2. Для производства Великобритания передала США два таких орудия. В отличие от Великобритании, в США имелись токарные станки нужной длины и производство было сразу начато с длинных стволов. Производство было начато в 1942 году и продолжалось вплоть до 1945 года. Всего было произведено более 15000 пушек.
Модель M1A1 имела пневматические шины «Combat». В сентябре 1942 года появилась модель M1A2 — она имела горизонтальную наводку без поворотного механизма — наводка производилась расчётом двигающим казённую часть (так было принято в британской армии). Позже была разработан более устойчивый лафет, но он так и не был принят на вооружение.
Как только 57 мм орудие поступило на вооружение армии США был разработан и внедрён улучшенный узел буксировки (модель M1A3). Данная модель использовалась исключительно армией США. Треть всех произведённых M1 были поставлены в Великобританию.
Так же как и армия Великобритании, армия США экспериментировала с насадкой для превращения ствола в конический (57/40 мм T10), но программа была закрыта.
Разработка и производство американских снарядов для новой пушки сильно отстало от графика и поэтому вначале для пушки производились только сплошные бронебойные снаряды. Американские фугасные снаряды появились только после высадки в Нормандии и для покрытия их недостатка использовались британские фугасные снаряды.
В качестве артиллерийских тягачей для орудия были выпущены грузовики Dodge WC-62 / WC-63 6×6 грузоподъемностью 1½ тонны.

## Производство

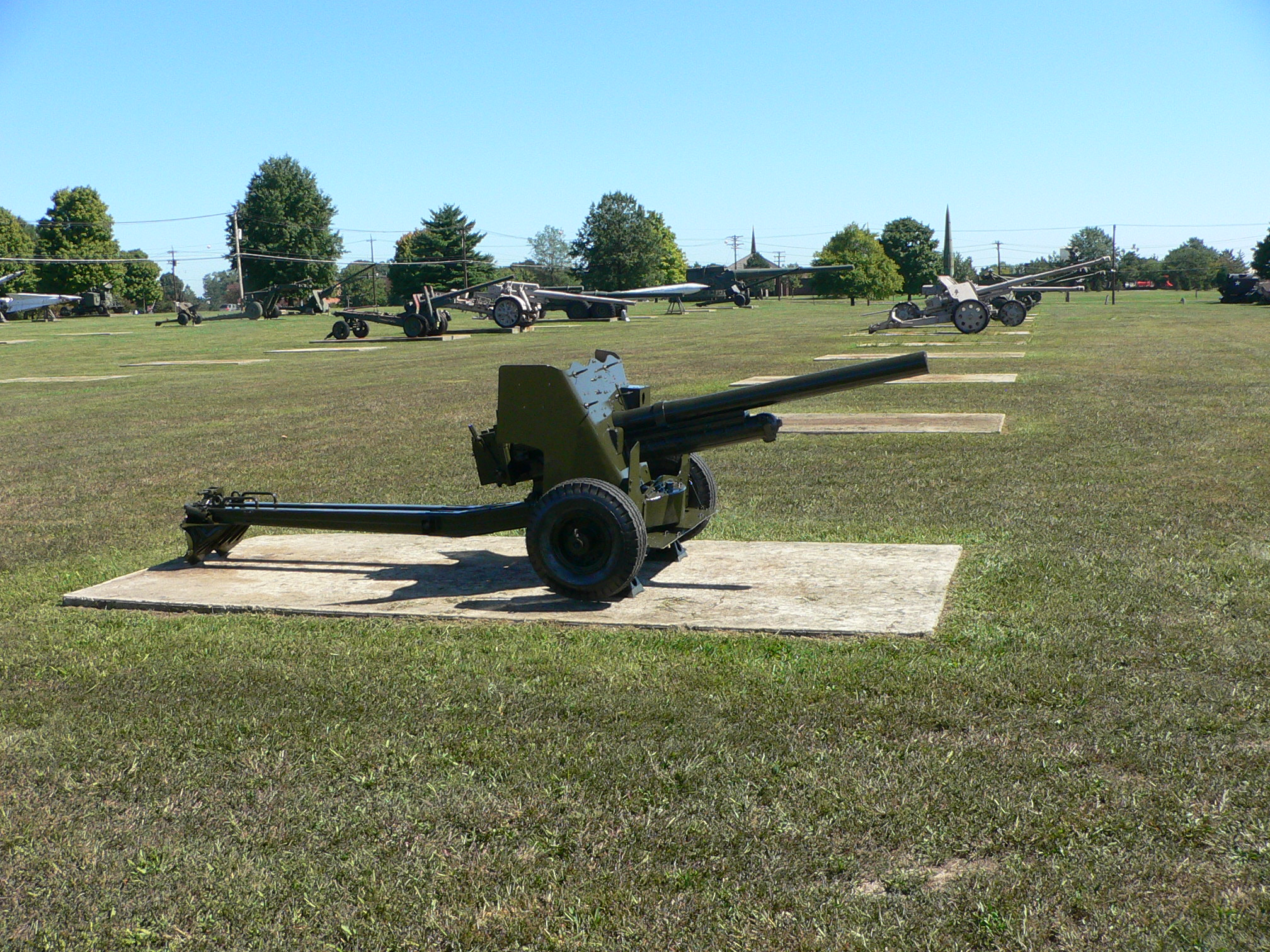
M1

| Производство пушек QF 6 pounder и лафетов к ним, шт. (данные по Великобритании) |      |        |        |       |      |        |
|                                                                                 | 1941 | 1942   | 1943   | 1944  | 1945 | Всего  |
| Орудия 6pdr                                                                     | 201  | 17 854 | 16 586 | 1 964 | -    | 36 605 |
| Лафеты 6pdr                                                                     | 419  | 4 666  | 6 945  | 405   | -    | 12 435 |
| Воздушно-десантные лафеты 6pdr                                                  | -    | 37     | 390    | 655   | 286  | 1 368  |
| Лафеты для самоходных орудий 6pdr                                               | -    | 166    | 19     | -     | -    | 185    |

| Производство американских 57-мм противотанковых пушек M1, шт. |       |       |       |       |        |
| Год                                                           | 1942  | 1943  | 1944  | 1945  | Всего  |
| Выпущено, шт.                                                 | 3 877 | 5 856 | 3 902 | 2 002 | 15 637 |

## Ленд-Лиз

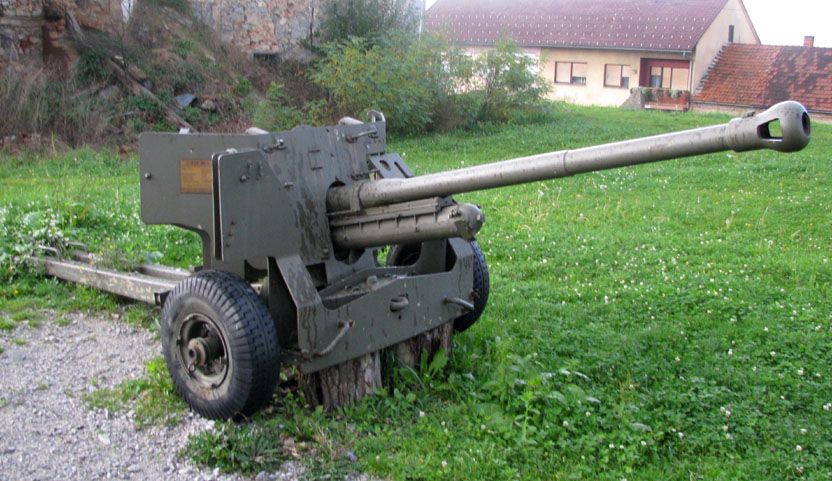
Mk IV

| Поставка американских 57-мм противотанковых пушек M1 по Ленд-Лизу, шт. |                |         |      |                   |       |
| Страна                                                                 | Великобритания | Франция | СССР | Латинская Америка | Всего |
| Поставлено, шт.                                                        | 4 242          | 653     | 400  | 57                | 5 352 |

## Модификации
Ствол орудия:
- Mk I — малосерийная версия со стволом в 50 калибров
- Mk II — версия со стволом, укороченным до 43 калибров по технологическим причинам
- Mk III — танковая модификация Mk II
- Mk IV — возвращён 50-калиберный ствол и введён однокамерный дульный тормоз
- Mk V — танковая модификация Mk IV
- 57 mm M1 — произведённые в США Mk I
- Molins gun — 6-фунтовая артустановка с автоматическим механизмом заряжания, построенным компанией Molins, ей оснащались штурмовой вариант самолёта De Havilland Mosquito и торпедные катера.

Лафет:
- Mk I — базовый вариант
- Mk II — упрощённая конструкция
- Mk III — воздушно-десантный вариант с модифицированной осью, для размещения в планёре Horsa

## Тактико-технические характеристики
- Указаны для Mk II
- Калибр, мм: 57 (2.24 дюйма)
- Масса, кг: 1140

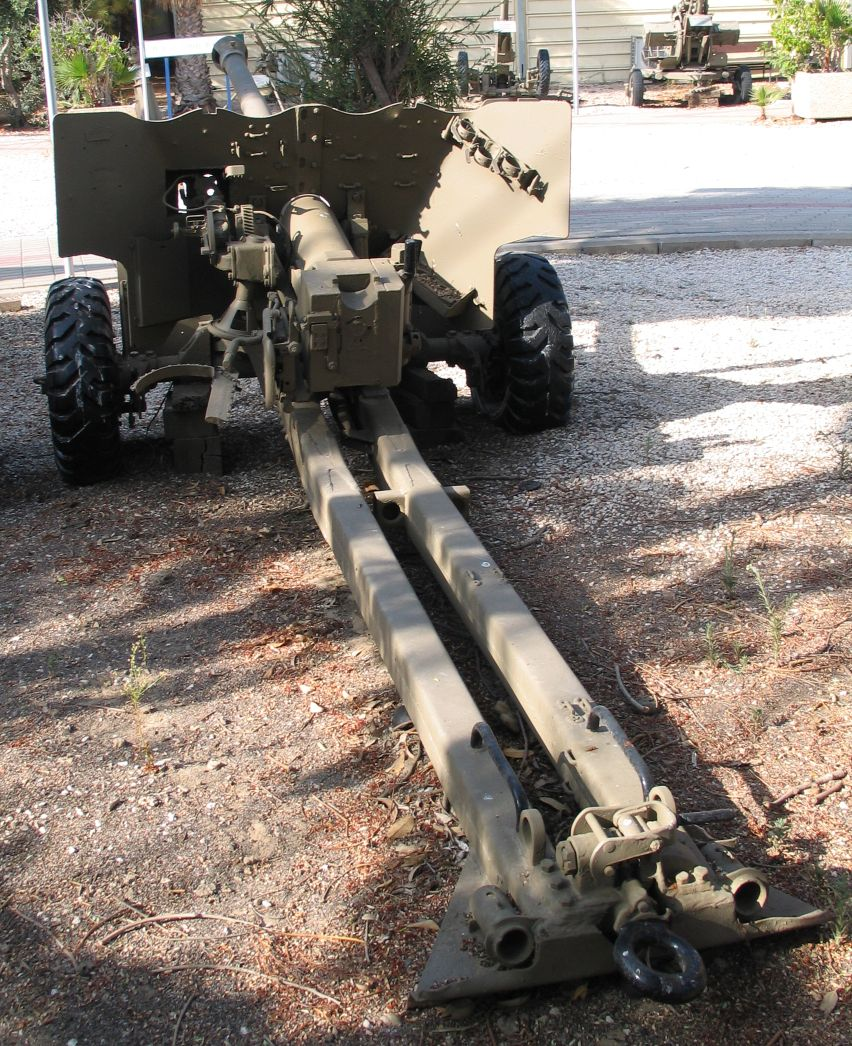
6-фунтовка в музее Batey ha-Osef, Израиль

- Лафет: с раздвижными станинами и щитовым прикрытием
- Угол горизонтального обстрела, градусов: 90
- Типы боеприпасов:
  - бронебойных:
    - калиберный (с момента принятия пушки на вооружение)
    - подкалиберный (с сентября 1942 г.)
    - подкалиберный с баллистическим наконечником (с января 1943 г.)
    - подкалиберный с композитным сердечником (с октября 1943 г.)
    - подкалиберный с отделяющимся поддоном (с марта 1944 г.)

  - осколочно-фугасный
- Максимальная дальность стрельбы, м: 4600
- Расчёт, чел.: 6

Таблица бронепробиваемости
| Модификация | Тип боеприпаса | Начальная скорость м/с | 457 м | 914 м | 1827 м | под углом к нормали |
| Mk II/III   | AP             | 808/853                | ?/79  | ?/66  | ?/44   | 30°                 |
| Mk IV/V     | AP             | 884                    | 82    | 71    | 48     | 30°                 |
| Mk IV/V     | APCBC          | 847                    | 86    | 80    | 68     | 30°                 |
| Mk IV/V     | APDS           | 1220                   | 138   | 123   | 95     | 30°                 |

## Боеприпасы
| Номенклатура боеприпасов                                                          |                |                   |                                           |                                           |
| Тип                                                                               | Марка снаряда  | Масса снаряда, кг | Начальная скорость для 43-клб орудий, м/с | Начальная скорость для 50-клб орудий, м/с |
| Снаряды британского производства                                                  |                |                   |                                           |                                           |
| Бронебойный остроконечный, трассирующий                                           | AP Mk.I-VIII T | 2.85-2.86         | 808                                       | 853                                       |
| Бронебойный остроконечный с бронебойным наконечником, трассирующий (с 1943 г.)    | APC Mk.VIII T  | 2.88              | 853                                       | 884                                       |
| Бронебойный с баллистическим и бронебойным наконечником, трассирующий (с 1943 г.) | APCBC Mk.X T   | 3.23              | 808                                       | 847                                       |
| Бронебойный подкалиберный композитный жёсткий (с 1943 г.)                         | APCR Mk.I T    | 1,9               | н/д                                       | 1082                                      |
| Бронебойный подкалиберный с отделяющимся поддоном (с 1944 г.)                     | APDS Mk.I BT   | 1.5               | 1151                                      | 1219                                      |
| Осколочно-фугасный                                                                | HE Mk.X T      | 2.97              | н/д                                       | 820                                       |

## Испытания в Советском Союзе
Испытания показали, что преимуществ OQF 6-pdr Mk.II (с коротким стволом) перед отечественными орудиями не имеет.
Клиренс OQF 6-pdr Mk.II составлял 218 мм, это даже ниже, чем у 45-мм противотанковой пушки, что на пересеченной местности было недостаточно. Так получилось, что пушки прибыли в СССР без снарядов и про боевое применение буксируемого варианта пушки ничего не известно.

## Оценка проекта
К 1941 году в СССР, Германии, Великобритании были разработаны противотанковые пушки калибра 50—57 мм, характеристики которых представлены в таблице. Американская пушка М1 являлась лицензионной Британской 6-фунтовкой, американцы использовали менее мощные боеприпасы. Также, для сравнения представлены характеристики наиболее массовой противотанковой пушки Германии — 75-мм Pak 40.
| Тактико-технические характеристики противотанковых орудий калибра 50—75 мм              |                                           |                     |                |                |                           |                     |
| Характеристика                                                                          | ЗИС-2                                     | Pak 38              | 6-pdr Mk.I, IV | 6-pdr Mk.II    | M1                        | Pak 40              |
| Страна                                                                                  | Союз Советских Социалистических Республик | Нацистская Германия | Великобритания | Великобритания | Соединённые Штаты Америки | Нацистская Германия |
| Калибр, мм/длина ствола, клб.                                                           | 57/73                                     | 50/60               | 57/50          | 57/43          | 57/50                     | 75/46               |
| Масса в боевом положении, кг                                                            | 1050                                      | 930                 | 1215           | 1140           | 1215                      | 1425                |
| Угол горизонтального наведения, °                                                       | 57                                        | 65                  | 90             | 90             | 90                        | 65                  |
| Масса калиберного бронебойного снаряда, кг                                              | 3,19                                      | 2,05                | 2,85           | 2,85           | 2,85                      | 6,8                 |
| Начальная скорость калиберного бронебойного снаряда, м/с                                | 990                                       | 823                 | 884            | 808            | 853                       | 792                 |
| Бронепробиваемость калиберным бронебойным снарядом под углом к броне на дистанции 500 м | 103(90°)                                  | 61(90°)             | 79(90°)        | 73(90°)        | 78(60°)                   | 96(90°)             |

Следует учитывать что в СССР, до и в первые годы войны, испытания проводились по формуле Жакоб де-Марра на бумаге, реальный отстрел стал производиться только после выявления значительных расхождений от заявленных характеристик. Оригинальная Mk.II не отличалась высокой бронепробиваемостью: 68,6 мм (2,7 дюйма) на 915 м (1000 ярдов). Но 6-фунтовка имела угол поворота 90°, что крайне положительно сказывалось на удобстве и скорости наводки без необходимости перемещения орудия, и более высокую культуру производства. Все это сказалось на том, что 6-фунтовка ещё долгое время после окончания войны находилась на вооружении целого ряда стран.
К 1944 году QF 6 pounder оказались неэффективными в борьбе против немецких «Тигров» и «Пантер» на обычных дистанциях. По возможности, шестифунтовки стали заменять более мощными 17-фунтовыми орудиями (буксируемыми и самоходными), но все же они продолжали свою службу во многих полках противотанковой артиллерии британских дивизий вплоть до конца войны. Бронетанковые дивизии оснащались преимущественно 17-фунтовыми пушками и самоходными орудиями.